# Raz-de-marée aux Pays-Bas en 1248
En l'hiver 1248/1249 3 tempêtes se sont produites :
- le 20 novembre 1248,
- le 28 décembre 1248 d'où son nom inondation du Massacre des Innocents,
- le 4 février 1249.

La côte a été brisée en particulier à Callantsoog où l'arrière pays a été inondé et une île s'est formée. Des digues de l'Elbe ont été détruites. La région allemande aussi a été touchée